# Kírensk
Kírensk (en ruso: Киренск) es una ciudad del óblast de Irkutsk, en Rusia. Está situada e la confluencia del río Kírenga con el Lena a 710 km al norte de Irkutsk, 240 km al norte de la punta norte del lago Baikal. Su población, en 2009 era de 12.433 habitantes.
Cuenta con el aeropuerto de Kírensk, que tuvo importancia en la Segunda Guerra Mundial para el paso de los aviones americanos vía Alaska.

## Historia

Mapa del río Lena en el que aparece a la izquierda, en su curso alto, Kírensk

La localidad fue fundada en 1630 por los cosacos de Vasili Bugor como un asentamiento invernal llamando Nikolski pogost. Juntamente con Ust-Kut era una de las dos principales vías de transporte entre la cuenca del Yeniséi y el Lena. En esa década, Yeroféi Jabárov erigió un pozo de extracción de sal. En 1665, fue renombrada como Kírenski ostrog, Kírenski, por el Kírenga, que a su vez, deriva del evenki kiri, que significaría "sucio", por "río sucio", ya que las piedras del lecho del río están coloreadas de negro por el manganeso. 
En 1775 recibió el estatus de ciudad. En el siglo XIX un gran número de prisioneros políticos fueron exiliados forzosamente aquí, entre los que estaba Józef Piłsudski, futuro jefe de Estado polaco. En tiempos de Stalin existió en la localidad un campo de tránsito del GULAG. En 1981 se desenterraron ochenta cuerpos de los cimientos del antiguo edificio de la NKVD. Se estima que fueron ejecutados el mismo día en 1938.
Durante la construcción del ferrocarril Baikal-Amur se enviaban mercancías por el Kírenga hacia Magistralny. En la década de 1970, se construyó una presa en una de las bocas del Kírenga (el lugar era originalmente una isla) para reducir el impacto de las inundaciones y las presas de hielo. En 2001 hubo una gran inundación que dañó la localidad, aunque no tanto como a la prácticamente destruida Lensk, situada más abajo en el curso del Lena.

## Demografía
| 1897 | 1926 | 1959   | 1979   | 1989   | 2002   | 2008   |
| ---- | ---- | ------ | ------ | ------ | ------ | ------ |
| 2300 | 4700 | 14 400 | 16 100 | 16 137 | 13 712 | 12 636 |

## Clima

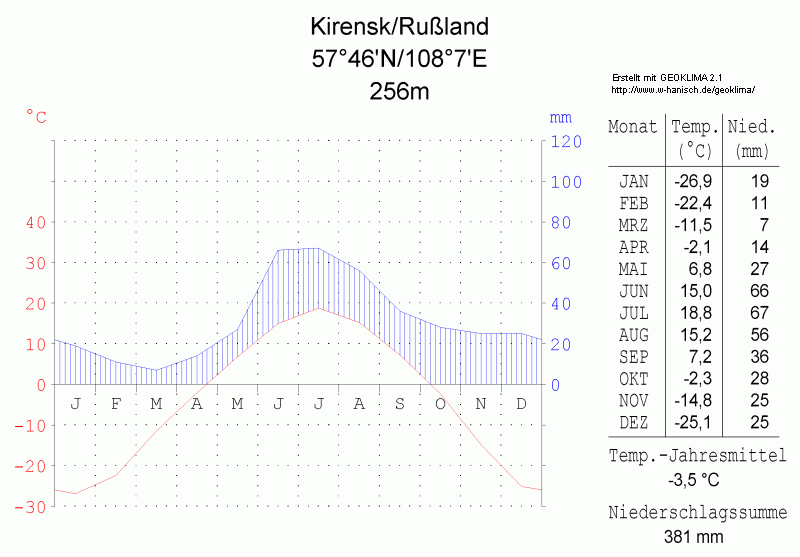

Climograma de Kírensk :
| Parámetros climáticos promedio de Kírensk (1991-2020) | Parámetros climáticos promedio de Kírensk (1991-2020) | Parámetros climáticos promedio de Kírensk (1991-2020) | Parámetros climáticos promedio de Kírensk (1991-2020) | Parámetros climáticos promedio de Kírensk (1991-2020) | Parámetros climáticos promedio de Kírensk (1991-2020) | Parámetros climáticos promedio de Kírensk (1991-2020) | Parámetros climáticos promedio de Kírensk (1991-2020) | Parámetros climáticos promedio de Kírensk (1991-2020) | Parámetros climáticos promedio de Kírensk (1991-2020) | Parámetros climáticos promedio de Kírensk (1991-2020) | Parámetros climáticos promedio de Kírensk (1991-2020) | Parámetros climáticos promedio de Kírensk (1991-2020) | Parámetros climáticos promedio de Kírensk (1991-2020) |
| Mes                                                   | Ene.                                                  | Feb.                                                  | Mar.                                                  | Abr.                                                  | May.                                                  | Jun.                                                  | Jul.                                                  | Ago.                                                  | Sep.                                                  | Oct.                                                  | Nov.                                                  | Dic.                                                  | Anual                                                 |
| ----------------------------------------------------- | ----------------------------------------------------- | ----------------------------------------------------- | ----------------------------------------------------- | ----------------------------------------------------- | ----------------------------------------------------- | ----------------------------------------------------- | ----------------------------------------------------- | ----------------------------------------------------- | ----------------------------------------------------- | ----------------------------------------------------- | ----------------------------------------------------- | ----------------------------------------------------- | ----------------------------------------------------- |
| Temp. máx. abs. (°C)                                  | 1.4                                                   | 7.0                                                   | 16.1                                                  | 24.5                                                  | 33.6                                                  | 36.8                                                  | 36.6                                                  | 36.5                                                  | 29.3                                                  | 24.0                                                  | 10.6                                                  | 4.1                                                   | 36.8                                                  |
| Temp. máx. media (°C)                                 | -20.3                                                 | -13.7                                                 | -2.7                                                  | 6.5                                                   | 15.6                                                  | 23.7                                                  | 25.8                                                  | 22.6                                                  | 13.1                                                  | 2.9                                                   | -10.6                                                 | -20.0                                                 | 3.6                                                   |
| Temp. media (°C)                                      | -25.8                                                 | -21.1                                                 | -11.4                                                 | -0.5                                                  | 8.1                                                   | 16.0                                                  | 18.7                                                  | 15.4                                                  | 7.0                                                   | -1.9                                                  | -15.6                                                 | -25.0                                                 | -3                                                    |
| Temp. mín. media (°C)                                 | -31.3                                                 | -27.8                                                 | -19.5                                                 | -7.0                                                  | 1.2                                                   | 9.0                                                   | 12.4                                                  | 9.6                                                   | 2.4                                                   | -5.8                                                  | -20.5                                                 | -30.1                                                 | -9                                                    |
| Temp. mín. abs. (°C)                                  | -57.8                                                 | -56.2                                                 | -47.7                                                 | -36.8                                                 | -15.4                                                 | -4.3                                                  | 0.1                                                   | -5.3                                                  | -11.3                                                 | -37.6                                                 | -49.6                                                 | -57.0                                                 | -57.8                                                 |
| Precipitación total (mm)                              | 20                                                    | 15                                                    | 11                                                    | 14                                                    | 34                                                    | 53                                                    | 62                                                    | 55                                                    | 41                                                    | 30                                                    | 27                                                    | 26                                                    | 388                                                   |
| Nevadas (cm)                                          | 37                                                    | 42                                                    | 42                                                    | 18                                                    | 0                                                     | 0                                                     | 0                                                     | 0                                                     | 0                                                     | 2                                                     | 14                                                    | 28                                                    | 183                                                   |
| Días de lluvias (≥ 1 mm)                              | 0                                                     | 0.03                                                  | 1                                                     | 8                                                     | 16                                                    | 18                                                    | 17                                                    | 16                                                    | 18                                                    | 10                                                    | 1                                                     | 0                                                     | 105                                                   |
| Días de nevadas (≥ 1 mm)                              | 26                                                    | 24                                                    | 19                                                    | 15                                                    | 6                                                     | 0.3                                                   | 0                                                     | 0.1                                                   | 3                                                     | 20                                                    | 26                                                    | 27                                                    | 166.4                                                 |
| Horas de sol                                          | 50                                                    | 104                                                   | 176                                                   | 216                                                   | 252                                                   | 284                                                   | 265                                                   | 207                                                   | 135                                                   | 89                                                    | 56                                                    | 29                                                    | 1863                                                  |
| Humedad relativa (%)                                  | 78                                                    | 77                                                    | 70                                                    | 62                                                    | 59                                                    | 67                                                    | 74                                                    | 78                                                    | 79                                                    | 77                                                    | 79                                                    | 79                                                    | 73.3                                                  |
| Fuente n.º 1: Погода и климат                         |                                                       |                                                       |                                                       |                                                       |                                                       |                                                       |                                                       |                                                       |                                                       |                                                       |                                                       |                                                       |                                                       |
| Fuente n.º 2: NOAA                                    |                                                       |                                                       |                                                       |                                                       |                                                       |                                                       |                                                       |                                                       |                                                       |                                                       |                                                       |                                                       |                                                       |

## Cultura y lugares de interés
En el centro de la ciudad, situado en una isla entre el Lena y el Kírenga, hay varias casas de madera del siglo XIX. Existe un lagar de vino y bebidas espirituosas de entre 1906 y 1912.
Kírensk cuenta con un museo etnográfico territorial.

## Economía y transporte
Las principales actividades económicas de las empresas de la ciudad don la reparación de buques, la industria maderera y la alimentaria.
Hay transporte fluvial por el Lena en verano y aeropuerto, pero no está conectada ni por ferrocarril ni por carretera con el resto de Rusia. El puerto suele ser lugar de tránsito de mercancías a embarcaciones más pequeñas que viajan más arriba en el curso del Lena.